# Ą
Ą، ą یکی از حروف الفبای لهستانی، کاشوبی، لیتوانیایی، ماسکالرو-چیریکاهوا، وینه‌باگو، کریک، گوئیچ‌ئین، آپاچی باختری، ناواهو، تاچون و الودالی می‌باشد. این حرف ساخته‌شده از یک A و یک اگنک می‌باشد و آن را به‌طور معمول A خیشومی می‌خوانند.
در لهستانی و کاشوبی، ای خیشومی هیچ‌گاه در آغاز واژه نمی‌آید. ولی در زبان لیتوانیایی ą سرشت خیشومی خود را از دست‌داده و به یک واکه بلند تبدیل شده‌است. 